# Теребовская
Теребовская — деревня в составе Шальского сельского поселения Пудожского района Республики Карелия.

## Общие сведения
Расположена на берегу реки Водла.

## История
10 мая 1934 года постановлением Карельского ЦИК в деревне была закрыта Преображенская церковь.

## Население
| 2002 | 2010 | 2013 |
| ---- | ---- | ---- |
| 47   | ↘16  | ↘14  |